# Seznam chráněných území v okrese Snina
Toto je seznam chráněných území v okrese Snina aktuální k roku 2015, ve kterém jsou uvedena chráněná území v oblasti okresu Snina.
| Kód  | Obrázek                         | Typ | Název             | Rozloha (ha) | Galerie Commons                                                             | Popis území | Souřadnice                       |
| ---- | ------------------------------- | --- | ----------------- | ------------ | --------------------------------------------------------------------------- | ----------- | -------------------------------- |
| 496  |                                 | PR  | Bahno             | 2,7800       |                                                                             |             |                                  |
| 851  |                                 | PR  | Borsučiny         | 83,7200      |                                                                             |             |                                  |
| 1233 | Popis obrazku                   | PR  | Borsukov vrch     | 146,7928     | Kategorie „Prírodná rezervácia Borsukov vrch“ na Wikimedia Commons          |             | 49°5′26″ s. š., 22°28′58″ v. d.  |
| 852  |                                 | PR  | Bzaná             | 15,4600      |                                                                             |             |                                  |
| 528  | Přírodní rezervace Ďurova mláka | PR  | Ďurova mláka      | 2,1375       | Kategorie „Ďurova mláka“ na Wikimedia Commons                               |             | 48°55′13″ s. š., 22°10′2″ v. d.  |
| 855  |                                 | PR  | Gazdoráň          | 17,3000      |                                                                             |             |                                  |
| 557  |                                 | PR  | Grúnik            | 4,6000       |                                                                             |             |                                  |
| 540  | Prales Havešová                 | NPR | Havešová          | 171,3200     | Kategorie „Havešová forest“ na Wikimedia Commons                            |             | 48°59′59″ s. š., 22°18′24″ v. d. |
| 544  |                                 | PR  | Hlboké            | 2,2800       |                                                                             |             |                                  |
| 549  | Hostovické lúky                 | PR  | Hostovické lúky   | 4,6861       | Kategorie „Hostovické lúky“ na Wikimedia Commons                            |             | 49°7′45″ s. š., 22°6′49″ v. d.   |
| 563  |                                 | PR  | Iľovnica          | 8,4500       |                                                                             |             |                                  |
| 663  | Popis obrazku                   | NPR | Jarabá skala      | 359,9400     | Kategorie „Jarabá skala (národná prírodná rezervácia)“ na Wikimedia Commons |             | 49°5′47″ s. š., 22°25′29″ v. d.  |
| 620  | Popis obrazku                   | NPR | Motrogon          | 60,6300      | Kategorie „Motrogon“ na Wikimedia Commons                                   |             | 48°54′43″ s. š., 22°9′42″ v. d.  |
| 639  | Vrchol Pľaše                    | NPR | Pľaša             | 110,8000     | Kategorie „Pľaša“ na Wikimedia Commons                                      |             | 49°6′47″ s. š., 22°24′7″ v. d.   |
| 645  |                                 | NPR | Pod Ruským        | 11,1412      |                                                                             |             |                                  |
| 646  | Popis obrazku                   | NPR | Postávka          | 25,9100      | Kategorie „Postávka“ na Wikimedia Commons                                   |             | 48°55′24″ s. š., 22°9′24″ v. d.  |
| 664  |                                 | PR  | Roztoky           | 1,0296       |                                                                             |             |                                  |
| 665  | Rožok                           | NPR | Rožok             | 67,1300      | Kategorie „Rožok forest“ na Wikimedia Commons                               |             | 48°59′ s. š., 22°27′53″ v. d.    |
| 666  |                                 | PR  | Ruské             | 1,4614       |                                                                             |             |                                  |
| 679  | Popis obrazku                   | PP  | Sninský kameň     | 1,6200       | Kategorie „Sninský kameň“ na Wikimedia Commons                              |             | 48°55′46″ s. š., 22°11′21″ v. d. |
| 683  |                                 | NPR | Stinská           | 90,7800      |                                                                             |             |                                  |
| 684  |                                 | PR  | Stinská slatina   | 2,7600       |                                                                             |             |                                  |
| 686  |                                 | PR  | Stružnická dolina | 2,2400       |                                                                             |             |                                  |
| 687  | Stužica                         | NPR | Stužica           | 761,4900     | Kategorie „Stužica forest“ na Wikimedia Commons                             |             | 49°5′ s. š., 22°32′ v. d.        |
| 866  | Šípková stráň                   | PR  | Šípková           | 156,3200     | Kategorie „Šípková (nature reserve)“ na Wikimedia Commons                   |             | 49°7′55″ s. š., 22°18′58″ v. d.  |
| 699  | Udava                           | PR  | Udava             | 391,9800     | Kategorie „Udava (nature reserve)“ na Wikimedia Commons                     |             | 49°10′40″ s. š., 22°13′21″ v. d. |
| 889  |                                 | PP  | Ulička            | 7,2492       |                                                                             |             |                                  |
| 868  |                                 | PR  | Uličská Ostrá     | 25,2400      |                                                                             |             |                                  |